# 사우스노퍽

사우스노퍽의 위치

사우스노퍽(영어: South Norfolk)은 잉글랜드 노퍽주에 위치한 비도시 자치구로 중심 도시는 롱스트래턴이며 인구는 129,226명(2014년 기준), 면적은 907.7km2이다.